# 德呂森湖
53°35′26″N 10°43′0″E / 53.59056°N 10.71667°E
德呂森湖（德語：Drüsensee），是德國的湖泊，位於該國北部石勒蘇益格-荷爾斯泰因州，由勞恩堡縣負責管轄，面積0.79平方公里，海拔高度14米，平均水深4米，最大水深9米，水體容量316萬立方米，湖岸線長度5.4公里。